# Car of Tomorrow

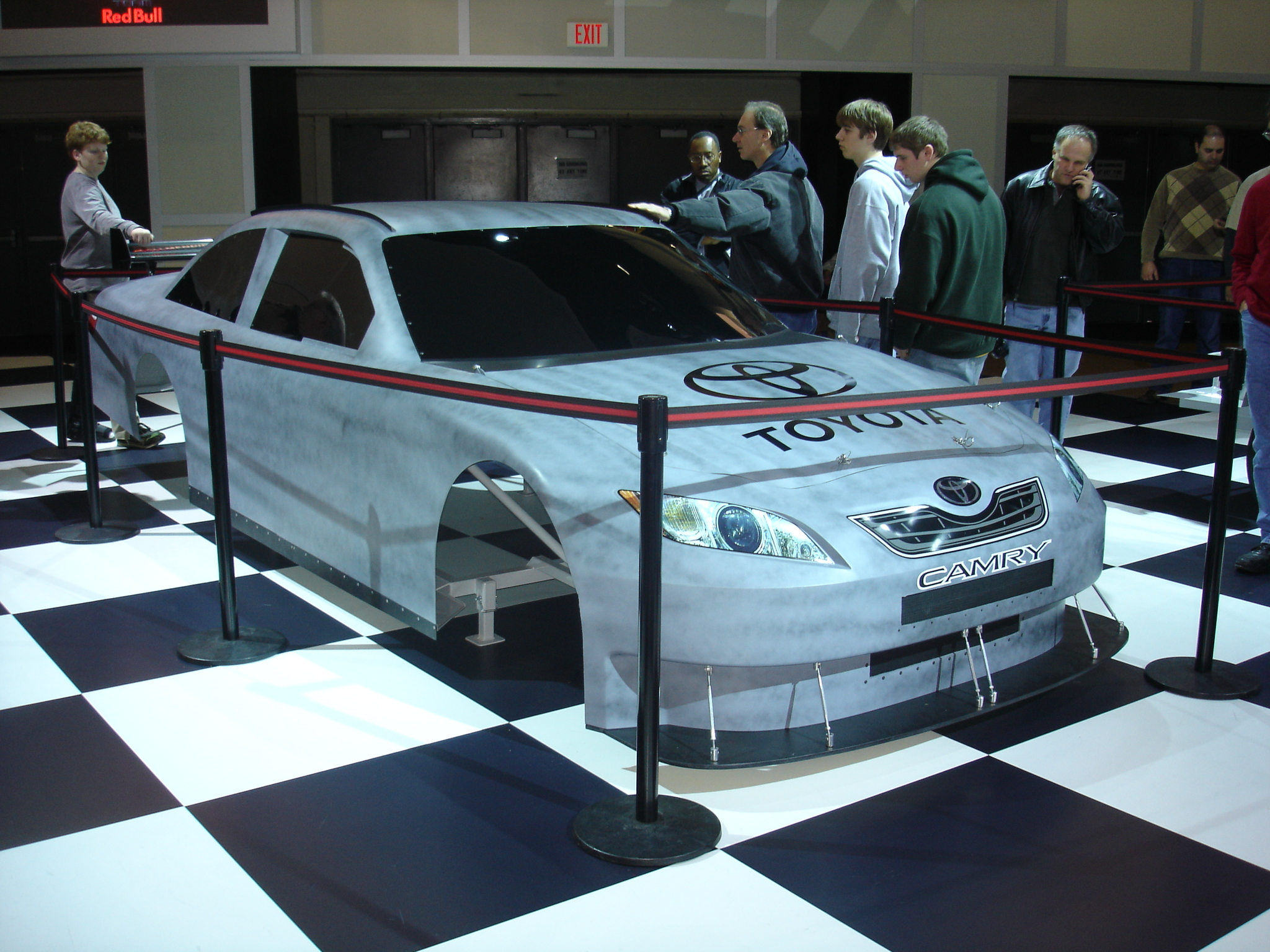
De Toyota Camry Car of Tomorrow.

De Car of Tomorrow, ook wel: Car of Today is het nieuwe ontwerp voor NASCAR Sprint Cup auto's. De langere doos-achtige auto moest zorgen voor betere veiligheid, minder kosten en meer inhaalmogelijkheden. Het oorspronkelijke plan was om de auto geleidelijk aan te introduceren gedurende 2007, 2008 en 2009. Uiteindelijk werd het plan gewijzigd en moesten alle auto's in 2008 Cars of Tomorrow zijn.

## Ontwikkeling
Op 11 januari 2006 kwam een concreet plan voor de Car of Tomorrow (CoT afgekort). Er waren al enkele ideeën en ontwerpen maar het idee kwam in een stroomversnelling na de dood van Dale Earnhardt, een van de iconen van de NASCAR Sprint Cup. 
Om de veiligheid te verbeteren werd de rijders stoel 10cm naar binnen verplaatst, de rolkooi werd 8.5cm naar achteren verplaatst, hierdoor werd de auto 5cm langer en 10cm breder. De uitlaat gaat bij dit model onder de auto door en eindigt in de zijkant, de hitte gaat van de coureur. Er werden grotere kreukelzones gemaakt aan beide kanten.
De radiateur lucht inlaat is verplaatst naar de onderkant van de voorbumper. Dit voorkomt oververhitting van de auto door een verstopte lucht inlaat. De auto werd door de kleine achtervleugel ook minder afhankelijk gemaakt van aerodynamica. De voorruit kwam ook meer rechtop te staan.

## Test
De auto werd voor het eerst getest in december 2005, op Atlanta Motor Speedway. Daarna testte de auto op Daytona International Speedway, NASCAR's twee kortste circuits, Bristol en Martinsville. Verder werd hij getest op Lowe's Motor Speedway, Talladega Superspeedway en Michigan International Speedway. Testcoureur Brett Bodine racete de CoT ook tegen de toenmalige NASCAR auto's.